# Ghana i olympiska sommarspelen 1984
Ghana deltog i de olympiska sommarspelen 1984, men ingen av landets deltagare erövrade någon medalj.

## Boxning
Lätt flugvikt
- Michael Dankwa
  1. Första omgången — Förlorade mot Yehuda Ben Haim (ISR), 1:4

Bantamvikt
- Amon Neequaye
  1. Första omgången — Bye
  2. Andra omgången — Förlorade mot Ndaba Dube (ZIM), 0:5

## Friidrott
Herrarnas 400 meter
- Charles Moses
  - Heat — 50,39 (→ gick inte vidare)
- Fred Owusu (→ tävlade inte)

Herrarnas längdhopp
- Francis Dodoo
  - Kval — startade inte (→ gick inte vidare, ingen placering)